# 낭야군
낭야군(琅邪郡)은 진나라부터 당나라까지 존속한 중국의 옛 군급 행정 구역이다. 군국제 시행 시에는 낭야국(琅邪國)이 설치됐었다. 중심지는 시간이 지남에 따라 낭야, 개양, 임기로 옮겨갔다.

## 한나라 이전
춘추 시대 말기에는 월나라의 서울인 낭야가 있었고, 전국 시대에서는 제나라의 영토였다. 제나라는 군을 두지 않고 5도를 설치했는데, 낭야군 일대에는 이 도가 설치되지는 않았다. 그러나 옛 낭야군의 영역에 해당하는 지역에서 제나라의 화폐가 많이 출토돼 상업의 요지임을 짐작할 수 있다. 진나라가 제나라를 멸하고 옛 제나라 판도에 군을 설치하면서 낭야군의 연혁이 시작된다. 설립 당시 낭야군의 치소는 낭야현(琅邪縣)이었다. 진나라 말기 제나라가 부활하면서 제나라의 지배를 받았고, 전횡은 한나라와의 항쟁 끝에 본토를 잃자 낭야군에 속한 황해 연안의 섬에 들어가 소극적인 반항을 계속했다.

## 전한
전한에서는 새로 제왕이 된 한신의 봉토였으나, 제나라의 부유함과 지리적 이점을 노린 전한 조정에서는 한신을 초나라로 이봉한 후 직할령으로 삼았다. 고조 6년(기원전 201년)에 이성제후왕을 동성제후왕으로 교체하는 논의가 본격적으로 시작될 때 제나라는 친족이 아니면 봉해질 수 없다 해 고제의 서자 제도혜왕 유비에게 제나라를 봉했고, 낭야군은 제도혜왕의 봉토가 됐다. 고제 사후 전한을 통치한 고황후는 제나라를 위협했고 제도혜왕은 굴복해 성양군을 고황후의 딸 노원공주의 탕목읍으로 바쳤다. 그러나 고황후는 제나라를 더욱 핍박했고, 또 황족의 지지를 얻어내기 위해 낭야군을 낭야나라로 떼어내 황족이면서 고황후의 뜻대로 여씨를 왕과 후작으로 세우기를 권한 영릉후 유택을 왕으로 삼았다. 기원전 180년, 조정 대신들과 제도혜왕의 아들인 제애왕 유양·주허후 유장(성양경왕)·유흥거 형제가 협력해 여씨를 몰락시켰고, 새 황제로 추대된 문제는 유택을 연왕으로 옮겨 봉하고 낭야군으로 되돌려 여씨 정권이 제나라에서 취한 다른 지역들과 함께 제나라에 반환했다. 이때 낭야의 유력자 왕중은 몇 차례 제애왕의 자문을 받았다.
문제 3년(기원전 178년) 제북왕 유흥거가 반란을 일으켰을 때에도 왕중에게 병권을 주려 했다. 왕중은 낙랑으로 달아났으나, 풍부한 경제력이 있고 몇 차례 중앙에 대한 반기에 연루된 낭야군을 문제는 가만히 두지 않았다. 문제 15년(기원전 165년) 제후왕을 견제하는 조치의 일환으로 제문왕 유칙이 아들 없이 죽자 제나라를 폐지하면서 낭야군은 한나라에 속했고, 문제 16년(기원전 164년)에 폐지된 제나라에 다시 일곱 제후왕국을 세웠으나 낭야군만은 한나라 아래에 그대로 남았다.
무제가 13주를 설치하면서 서주에 속했다. 원시 2년(2년)의 인구조사에 따르면 호 22만 8960, 인구 107만 9100명이다. 다음 속현 목록은 한서 지리지를 따른 것으로 원연·수화지간(기원전 8년 무렵)의 현황으로 여겨지며, 군에 철관을 두었고, 51현(23현 28후국)을 관할했다.
| 현명     | 한자     | 대략적 위치                        | 비고 |
| -------- | -------- | ---------------------------------- | --- |
| 동무현   | 東武縣   | 웨이팡시 주청시                    | |
| 불기현   | 不其縣   | 칭다오시 청양구 성양가도(城陽街道) | 태일(太一), 천인사(僊人祠) 아홉 곳과 명당(明堂)이 있었다. 무제가 일어난 곳이다. |
| 해곡현   | 海曲縣   | 르자오시 대고성촌(大古城村) 일대   | 철관(鹽官)을 뒀다. |
| 공유현   | 贛楡縣   | 롄윈강시 간위구 북                 | |
| 주허현   | 朱虛縣   | 웨이팡시 린추현 남동               | 범산(凡山)에서 단수(丹水)가 나와서 동북으로 수광에서 바다로 들어갔다. 동으로는 태산이 있고, 문수가 나와 동으로 안구(安丘)에 이르러 유수(維水)에 들어갔다. 삼산(三山)과 오제(五帝)의 사당이 있었다. |
| 제현     | 諸縣     | 린이시 이수이현 지구진(枳溝鎭)     | |
| 오성현   | 梧成縣   | 웨이팡시 안추시 남오촌(南郚村)     | |
| 영문현   | 靈門縣   | 웨이팡시 안추시 서                 | 고탁산(高䂞山)과 호산(壺山)이 있었고, 오수(浯水)가 나와서 동북으로 회수(淮水)로 들어갔다. |
| 고막현   | 姑幕縣   | 웨이팡시 안추시 석부자진(石埠子鎭) | 도위가 다스린다. 혹은 박고(薄姑)라고도 한다. |
| 허수후국 | 虗水侯國 | ?                                  | |
| 임원후국 | 臨原侯國 | 웨이팡시 린추현 동                 | |
| 낭야현   | 琅邪縣   | 칭다오시 황다오구 낭야진(琅邪鎭)   | 월왕 구천의 도읍지였다. 사시사(四時祠)가 있었다. |
| 폐후국   | 祓侯國   | 칭다오시 자오저우시 남서           | |
| 거현     | 柜縣     | 칭다오시 자오저우시 남             | 근애수(根艾水)가 동쪽으로 바다에 들어갔다. |
| 병후국   | 缾侯國   | 웨이팡시 린추현 남                 | |
| 부현     | 邞縣     | 칭다오시 자오저우시 남서           | 교수(膠水)가 동쪽으로 평도(平度)에 이르러 바다에 들어갔다. |
| 우가후국 | 雩叚侯國 | ?                                  | |
| 검추현   | 黔陬縣   | 칭다오시 자오저우시 남서           | 옛 개(介)나라가 있었다. |
| 운후국   | 雲侯國   | ?                                  | |
| 계근현   | 計斤縣   | 칭다오시 자오저우시 남서           | 옛 제후 거자(莒子)가 처음 일어난 곳으로 나중에 거(莒)로 옮겼다. 철관을 뒀다. |
| 도후국   | 稻侯國   | 웨이팡시 가오미시 서               | |
| 고우후국 | 皐虞侯國 | 칭다오시 지모시 북동               | |
| 평창현   | 平昌縣   | 웨이팡시 주청시 북                 | |
| 장광현   | 長廣縣   | 옌타이시 라이양시 동               | 내산(萊山)과 내왕사(萊王祠)가 있었다. 서쪽에 해양택(奚養澤)이 있었다. 철관을 뒀다. |
| 횡현     | 橫縣     | 웨이팡시 주청시 남동               | 고산(故山)에서 구이수(久台水)가 나와 북서로 동무에 이르러 회수로 들어간다. |
| 동관현   | 東莞縣   | 린이시 이수이현                    | 술수(術水)가 남쪽으로 하비(下邳)에 이르러 사수(泗水)에 들어가는데, 세 군, 710리를 지나 청주를 적셨다.                                                                                              |
| 위기후국 | 魏其侯國 | 린이시 남동                        | |
| 창현     | 昌縣     | 웨이팡시 주청시 북동               | 환산사(環山祠)가 있었다. |
| 자향후국 | 玆鄕侯國 | 웨이팡시 안추시 남동               | |
| 기후국   | 箕侯國   | 르자오시 쥐현 북                   | 우공(禹貢) 유수(濰水)가 북쪽으로 창도(昌都)에 이르러 바다에 들어가는데, 세 군, 520리를 지나 연주를 적셨다.                                                                                         |
| 패현     | 椑縣     | 르자오시 쥐현 남동                 | 야두수(夜頭水)가 남쪽으로 바다에 이르른다. |
| 고광후국 | 高廣侯國 | 르자오시 쥐현 남                   | |
| 고향후국 | 高鄕侯國 | 르자오시 쥐현 남                   | |
| 유후국   | 柔侯國   | ?                                  | |
| 즉래후국 | 卽來侯國 | ?                                  | |
| 이후국   | 麗侯國   | 웨이팡시 주청시 남                 | |
| 무향후국 | 武鄕侯國 | ?                                  | |
| 이향후국 | 伊鄕侯國 | ?                                  | |
| 신산후국 | 新山侯國 | 르자오시 쥐현 남서                 | |
| 고양후국 | 高陽侯國 | 르자오시 쥐현 남                   | |
| 곤산후국 | 昆山侯國 | 르자오시 우롄현 동                 | |
| 삼봉후국 | 參封侯國 | ?                                  | |
| 절천후국 | 折泉侯國 | 르자오시 우롄현 북서               | 절천수(折泉水)가 북쪽으로 막(莫)에 이르러 회수(淮水)에 들어간다. |
| 박석후국 | 博石侯國 | ?                                  | |
| 방산후국 | 房山侯國 | 웨이팡시 창러현 남                 | |
| 신향후국 | 愼鄕侯國 | ?                                  | |
| 사망후국 | 駟望侯國 | ?                                  | |
| 안구후국 | 安丘侯國 | 웨이팡시 안추시 남동 일대?         | |
| 고릉후국 | 高陵侯國 | ?                                  | |
| 임안후국 | 臨安侯國 | ?                                  | |
| 석산후국 | 石山侯國 | ?                                  | |

### 신
군의 이름을 진이(塡夷)로 바꾸고, 다음 현의 이름을 바꿨다.
| 전한       | 신             |
| ---------- | -------------- |
| 동무(東武) | 상선(祥善)     |
| 제(諸)     | 제병(諸幷)     |
| 고막(姑幕) | 계목(季睦)     |
| 임원(臨原) | 전이정(塡夷亭) |
| 거(柜)     | 폐동(祓同)     |
| 부(邞)     | 순덕(純德)     |
| 고우(皐虞) | 영려(盈廬)     |
| 고산(故山) | 영구(令丘)     |
| 위기(魏其) | 청천(靑泉)     |
| 패(椑)     | 식명(識命)     |
| 즉래(卽來) | 성목(盛睦)     |
| 무향(武鄕) | 순리(順理)     |
| 사망(駟望) | 영향(泠鄕)     |
| 안구(安丘) | 영향(寧鄕)     |
| 고릉(高陵) | 포륙(蒲陸)     |
| 임안(臨安) | 성신(誠信)     |

## 후한
여타 청주의 군현들과 마찬가지로, 이 지방에 널리 퍼진 성양경왕 신앙의 영향을 받아 행정구역이 대대적으로 개편되었다. 성양경왕의 신탁을 받아 치소가 동해군에 속했던 개양현, 즉 지금의 린이시 일대로 옮겨졌고 동해군과 몇개 현이 맞바뀌었다. 또한 건무연간에 성양국이 본군에 통폐합되었다. 낙양에서 동으로 1,500리거리에 있으며 13성 20,804호 570,967명을 거느렸다.
| 전한   | 전한                                                                                   | 후한   | 후한                                                                                           |
| ------ | -------------------------------------------------------------------------------------- | ------ | ---------------------------------------------------------------------------------------------- |
| 성양군 | 거현, 동안현, 양도현                                                                   | 낭야국 | 거현, 동안현, 양도현                                                                           |
| 낭야군 | 동무현, 낭야현, 동관현, 서해현, 제현, 고막현, 공유현                                   | 낭야국 | 동무현, 낭야현, 동관현, 서해현, 제현, 고막현                                                   |
| 동해군 | 개양현,임기현, 즉구현, 증현                                                            | 낭야국 | 개양현, 임기현, 즉구현, 증현                                                                   |
| 동해군 | 담현, 난릉현, 척현, 구현, 양비현, 창필현, 승현, 음평현, 이성현, 합향현, 주기현, 후구현 | 동해군 | 담현, 난릉현, 척현, 구현, 양비현, 창려현, 승현, 음평현, 이성현, 합향현, 축기현, 후구현, 공유현 |

| 현명     | 한자     | 대략적 위치                                   | 비고                                                           |
| -------- | -------- | --------------------------------------------- | -------------------------------------------------------------- |
| 개양현   | 開陽縣   | 린이시 란산구 전석양두촌(前石梁頭村) 일대?    | 80년(건초 5년)에 본군으로 옮겼다.                              |
| 동무현   | 東武縣   | 르자오시 주청시                               |                                                                |
| 낭야현   | 琅邪縣   | 칭다오시 황다오구 낭야진(琅邪鎭)              |                                                                |
| 동완현   | 東莞縣   | 린이시 이수이현                               | 운정(郓亭), 비향(邳鄕), 공래산(公來山)이 있다.                 |
| 서해현   | 西海縣   |                                               | 전한대 곤산후국(昆山侯國)을 폐하고 해곡현을 서해현으로 고쳤다. |
| 제현     | 諸縣     | 린이시 이수이현 지구진(枳溝鎭)                |                                                                |
| 거현     | 莒縣     | 르자오시 쥐현                                 | 철광, 쟁영곡(峥嵘谷)이 있다.                                   |
| 동안현   | 東安縣   | 린이시 이수이현 후성자촌(后城子村)            |                                                                |
| 양도현   | 陽都縣   | 린이시 이난현 남 팽가장촌(彭家庄村) 일대      |                                                                |
| 임기현   | 臨沂縣   | 린이시 란산구 임기장(臨沂庄)                  | 총정(叢亭)이 있다.                                             |
| 즉구후국 | 卽丘候國 | 린이시 허둥구 우왕성촌(禹王城村)              | 춘추시대에는 주구(祝丘)라고 했다.                              |
| 증후국   | 繒候國   | 린이시 창산현 증성후하서촌(鄫城后河西村) 일대 | 개정(概亭)이 있다.                                             |
| 고막현   | 姑幕縣   | 웨이팡시 안추시 석부자진(石埠子鎭)            |                                                                |

## 위진
198년(후한 헌제 건안 3년) 10월, 조조가 서주일대에서 활약하던 여포의 군대를 격파한 뒤 서주, 청주일대에서 행정구역 개편이 실시되었다. 이 때 낭야군과 동해군에서 성양군이 복구되면서 동무현, 거현, 고막현, 제현등이 성양군으로 분리되었다. 또한 동관현이 동관군으로 분리되면서 군역이 크게 축소되었다. 조위때 동관군이 폐지되면서 동관군으로 분리된 지역이 내속되었지만 289년(서진 무제 태강 10년)에 동완군이 복구되면서 군역이 축소되었다. 서진대에는 9현 29,500호를 거느렸다. 영가의 난이후 석륵에 의해 함락되었다. 그러나 군의 주민들이 남하하여 회남지방에 정착하면서 이들이 정착한 곳에 낭야군이 교치되었다. 이후 오군의 해우현과 곡아현일대에서 교치되었다. 이렇게 교치된 낭야군은 남낭야군 문서를 참조할 것.
| 현명   | 한자   | 대략적 위치                                                         | 비고                                            |
| ------ | ------ | ------------------------------------------------------------------- | ----------------------------------------------- |
| 개양현 | 開陽縣 | 린이시 란산구 전석양두촌(前石梁頭村) 일대?                          |                                                 |
| 임기현 | 臨沂縣 | 린이시 란산구 임기장(臨沂庄)                                        |                                                 |
| 양도현 | 陽都縣 | 린이시 이난현 남 팽가장촌(彭家庄村) 일대                            |                                                 |
| 증현   | 繒縣   | 린이시 창산현 증성후하서촌(鄫城后河西村) 일대                       |                                                 |
| 즉구현 | 卽丘縣 | 린이시 허둥구 우왕성촌(禹王城村)                                    |                                                 |
| 화현   | 華縣   | 린이시 페이현 고성리촌(古城里村) 북                                 |                                                 |
| 비현   | 費縣   | 린이시 페이현 영국장촌(寧國庄村) 서비성(西费城)                     |                                                 |
| 동안현 | 東安縣 | 린이시 이수이현 후성자촌(后城子村)                                  | 297년(진 혜제 원강 7년) 폐지되었다.             |
| 몽음현 | 蒙陰縣 | 린이시 멍인현 대성자촌(大城子村) → 린이시 멍인현 전성자촌(前城子村) | 265년(서진 무제 태시 원년)이후 치소가 옮겨졌다. |

## 남조

### 동진말, 유송
동진말엽, 비수 대전에서 승리한 남조가 회수이북의 서주를 수복하면서 낭야군은 남조가 차지하게 되었다. 그러나 명제시기 송나라가 북위의 침공으로 회수이북의 모든 땅을 상실하면서 군 전역이 북위로 편입되었고, 남조의 낭야군은 롄윈강시일대로 옮겨졌다. 송말의 낭야군은 2현 1,818호 8,243명을 거느렸으며 서주의 치소까지 육로고 400리, 건강까지 수로로 1,500리, 육로로 1,100리였다고 한다.
| 현명   | 한자   | 대략적 위치 | 민정   | 비고 |
| ------ | ------ | ----------- | ------ | ---- |
| 비현   | 費縣   | 미상        | 령(令) |      |
| 즉구현 | 即丘縣 | 미상        | 령(令) |      |

### 남제
동관군이 통폐합되어 동관낭야이군(東莞琅邪二郡)이 만들어졌다. 이 군은 구산성(朐山城, 現 롄윈강시 하이저우구 서남 홍문촌(洪門村) 일대)에 치소를 두었고 낭야, 동완지역의 유랑민들을 정착시켜 즉구현(卽丘縣), 남동관현(南東莞縣), 북동완현(北東莞縣)의 3개 현을 통치했다. 482년(남제 고제 건원 4년) 청주자사의 치소가 구산성으로 옮겨지자 청주의 중심지가 되었다.

## 북위, 동위
북위의 낭야군은 본래 서주의 속군으로 편제되었다. 그러나 529년(북위 효장제 영안 2년) 북서주(北徐州)가 분리되자 북서주로 편입되었다. 북위 때 낭야군은 2현 9,774호 23,744명을 거느렸다.
| 현명   | 한자   | 대략적 위치                     | 비고 |
| ------ | ------ | ------------------------------- | --- |
| 즉구현 | 即丘縣 | 린이시 란산구 서 고성촌(古城村) | 군의 중심지이자 북서주의 중심지였다. 469년(북위 헌문제 황흥 3년) 치소가 지금의 위치로 옮겨졌다. 현내에 증성(繒城), 임기성(臨沂城), 즉구성(即丘城), 노국산묘(魯國山廟), 왕휴징의 무덤(王休徵冢)이 있었다. |
| 비현   | 費縣   | 린이시 란산구 방성진(方城鎭)    | 457년(유송 명제 대명 원년)치소가 지금의 위치로 옮겨졌다. 현내에 비성(費城)이 있었다. 543년(동위 효정제 무정 원년) 치소가 지금의 린이시 페이현 설장(薛庄)으로 옮겨졌다.                                   |